# Dampfgarer
Ein Dampfgarer ist ein Gerät zum Dämpfen von Lebensmitteln. Dämpfen ist eine Zubereitungstechnik der Kochkunst, bei der rohe Lebensmittel unter Wasserdampf gegart werden. In Europa gibt es Dampfgarer als Küchengerät erst seit den 1920er Jahren, obwohl die Zubereitungsmethode bereits seit Jahrhunderten existiert und insbesondere in der fernöstlichen Küche Tradition hat.

## Dampfgaren

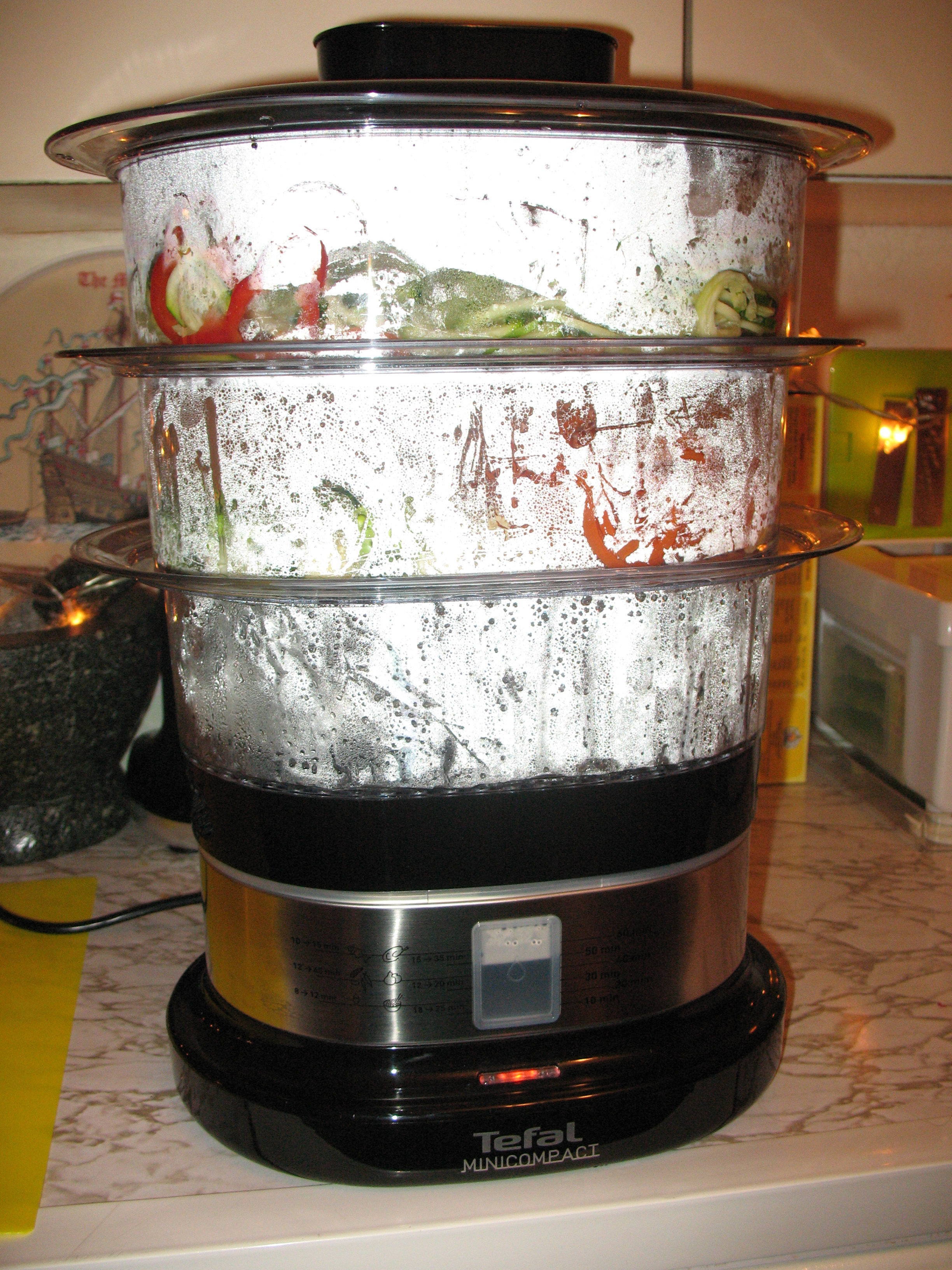
Moderner Dampfgarer

Grundsätzlich ist zwischen Dampfgaren bei Umgebungsdruck (sog. „druckloses“ Dampfgaren oder Dämpfen) und dem Druck-Dampfgaren zu unterscheiden. Beim drucklosen Dampfgaren werden die zu garenden Lebensmittel dem Dampf siedenden Wassers bei Umgebungsdruck ausgesetzt. Die Gartemperatur beträgt dabei maximal 100 °C. Beim Druck-Dampfgaren bilden siedendes Wasser und Einsatz mit dem Gargut ein gegenüber der Umgebung abgeschlossenes System, das siedende Wasser führt zu einem Druckanstieg innerhalb des Systems. In der Regel ist der Druck auf 2 bar begrenzt, bei diesem Druck siedet das Wasser bei 120 °C. Die höhere Dampftemperatur ist die Ursache für die kürzeren Garzeiten von Druck-Dampfgaren im Vergleich zu Dampfgaren bei Umgebungsdruck.
Das Aufheizen wird stark durch die Kondensation des Dampfes am Gargut verstärkt. Bei der Kondensation wird die freiwerdende Kondensationsenthalpie auf das Gargut übertragen.
Das Garen über aufsteigendem Dampf ist eine alte chinesische Zubereitungsart. Der heiße Wasserdampf strömt auf das Gargut und umschließt es von allen Seiten. Dadurch verbleiben wasserlösliche Nährstoffe wie z. B. Mineralstoffe und wasserlösliche Vitamine (Vitamine der B-Gruppe und Vitamin C) zum größten Teil im Gargut und gehen im Vergleich zum Kochen kaum in die Garflüssigkeit über.
Dieses Wissen war nicht auf Asien beschränkt. In asiatischen Garküchen gibt es über wassergefüllten Woks aufgetürmte, stapelbare Bambuskörbchen sowie dampfgegarte Gerichte, in der Antike das Thermopolium, und im Abendland wird schon seit langem eine offene Schale mit Wasser ins Backrohr gestellt, damit der Braten nicht austrocknet und Brot eine braune, glänzende Kruste erhält. All das bedient sich der Grundlagen des Dampf- und Dunstgarens. Mittlerweile ersetzen vermehrt speziell auf diese Zwecke zugeschnittene Haushaltsgeräte die traditionellen Anordnungen von Gefäßen.

## Dampfgargeräte
1927 kam der Schnellkochtopf heutiger Bauart (ein Druck-Dampfgar-System), auf den Markt, der in den 1970er und 1980er Jahren einen wahren Boom erlebte. Auch der 1967 eingeführte Römertopf ermöglicht es, Speisen durch aus dem vorher gewässerten Ton abgesonderten Dampf im Ofen zu garen.

### Elektrische Dampfgarer

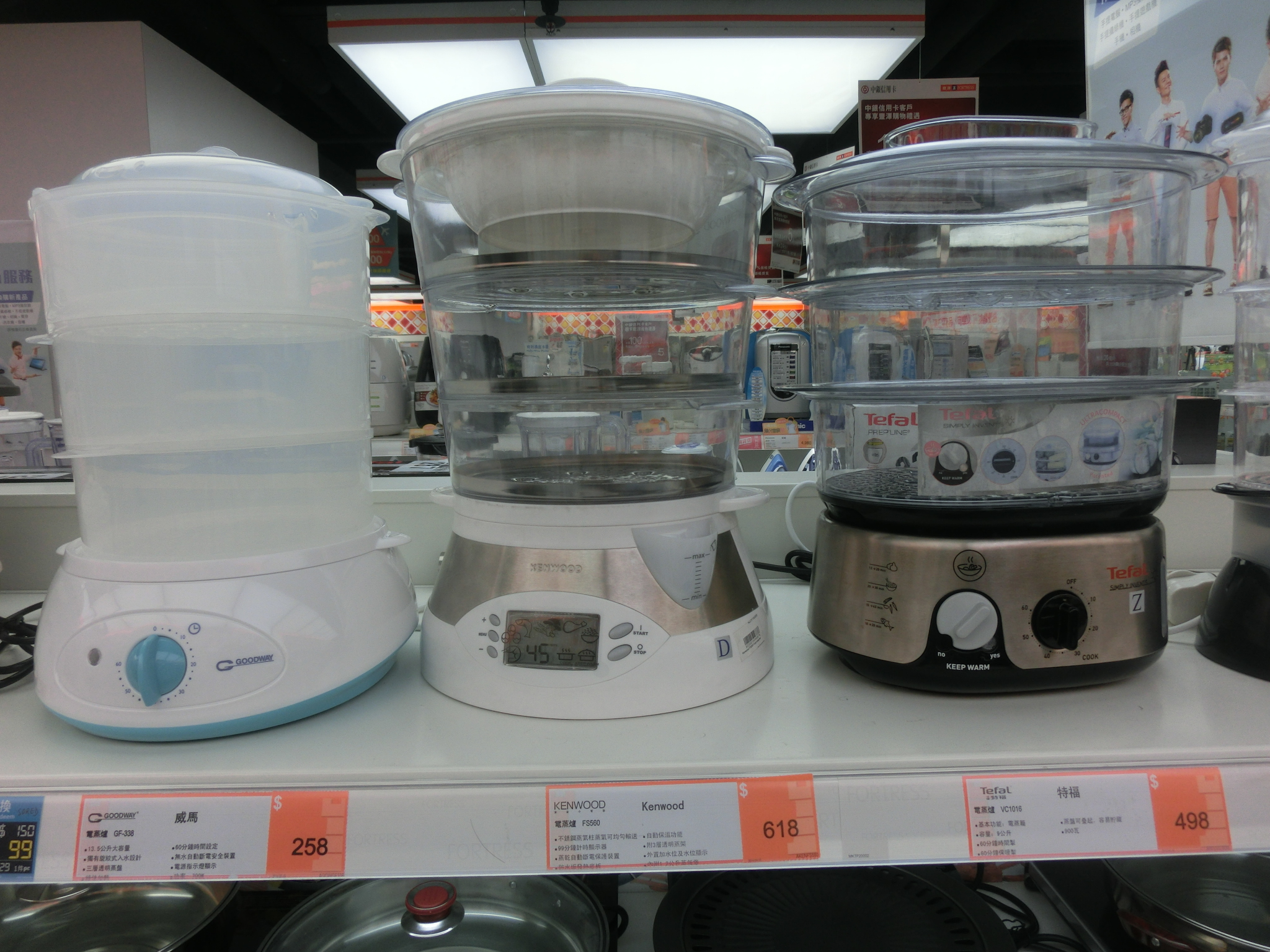
Elektrische Dampfgarer, Hongkong

In den 1990er Jahren kamen im Zuge des zunehmenden Interesses an asiatischer und speziell chinesischer Küche elektrische Dampfgarer mit stapelbaren Dampfkörben auf den Markt, die die mühsame und zeitaufwändige Zubereitung asiatischer Gerichte, wie beispielsweise von Dim Sum, vereinfachen sollen, aber auch zum schonenden Zubereiten und Aufwärmen anderer Gerichte geeignet sind. Gleichzeitig können diese Dampfgarer auch als Reiskocher verwendet werden.
Beim klassischen, elektrischen, drucklosen Dampfgarer versorgt eine beheizte Wasserschale zwei oder mehr übereinander gestapelte Einsätze mit einem gelochten Boden mit Dampf. Für Reis oder zum Aufwärmen von Speisen gibt es einen ungelochten Aufsatz. Mit den Dampfgarern dieser Bauart kann man zwei bis maximal drei Portionen gleichzeitig zubereiten. Modernere, nicht kommerzielle drucklose Dampfgarer sind in einen Dampferzeuger und einen Garraum für Gastro-Norm-Behälter (1/3 oder 1/2 GN) getrennt und erlauben das gleichzeitige Garen von bis zu 3 Behältern. Drucklose Geräte für den professionellen Einsatz nehmen 1/1 GN Behälter in mehreren Ebenen (meist 4–16) auf und können den Garraum auch mit Heißluft versorgen.

### Systemdampfgarer
Eine Weiterentwicklung der elektrischen Dampfgarer sind die so genannten Systemdampfgarer: In nachrüstbaren Dampfgareinsätzen für einen normalen Backofen können komplette Menüs für die ganze Familie zubereitet werden. Die Dampfentwicklung erfolgt durch Einstellen von Unterhitze im Backofen. Das Nachrüsten der Backöfen wird aber meist verhältnismäßig teuer bezahlt.

### Dampfbackofen
Mit einem Dampfbackofen können große Mengen von Speisen hergestellt werden und sie sind für das Dämpfen, Dünsten oder Blanchieren frischer Speisen, für das Erwärmen von Speisen und das Auftauen von Fertiggerichten und Tiefkühlprodukten geeignet. Manche neuere Geräte können die unterschiedliche Siedetemperatur des Wassers je nach Höhenlage des Wohnortes automatisch berücksichtigen. Es gibt Geräte, die nach der Niedertemperatur-Garmethode (70 bis 80 °C) arbeiten, indem sie den 100 °C heißen Wasserdampf nicht kontinuierlich, sondern stoßweise (pulsweitenmoduliert), mit dem Gargut in Kontakt kommen lassen und andere, die ein kombiniertes Garen mit Heißluft und Dampf ermöglichen. Neu sind Kombidampfgarer, die zusätzlich mit einem Sous-Vide-Programm ausgestattet wurden. Zu dessen Nutzung werden alle Zutaten in einem Folienbeutel vakuumiert und anschließend bei niedrigen Temperaturen mit Dampf gegart. Die Kosten solcher Geräte liegen deutlich über denen herkömmlicher Backöfen. Sie benötigen entweder einen festen Wasseranschluss oder haben einen mobilen Wasserbehälter, der vor dem Dampfbetrieb aufgefüllt werden muss.

## Galerie

Traditionelle Dampfgarkörbe und Dampfgargerichte
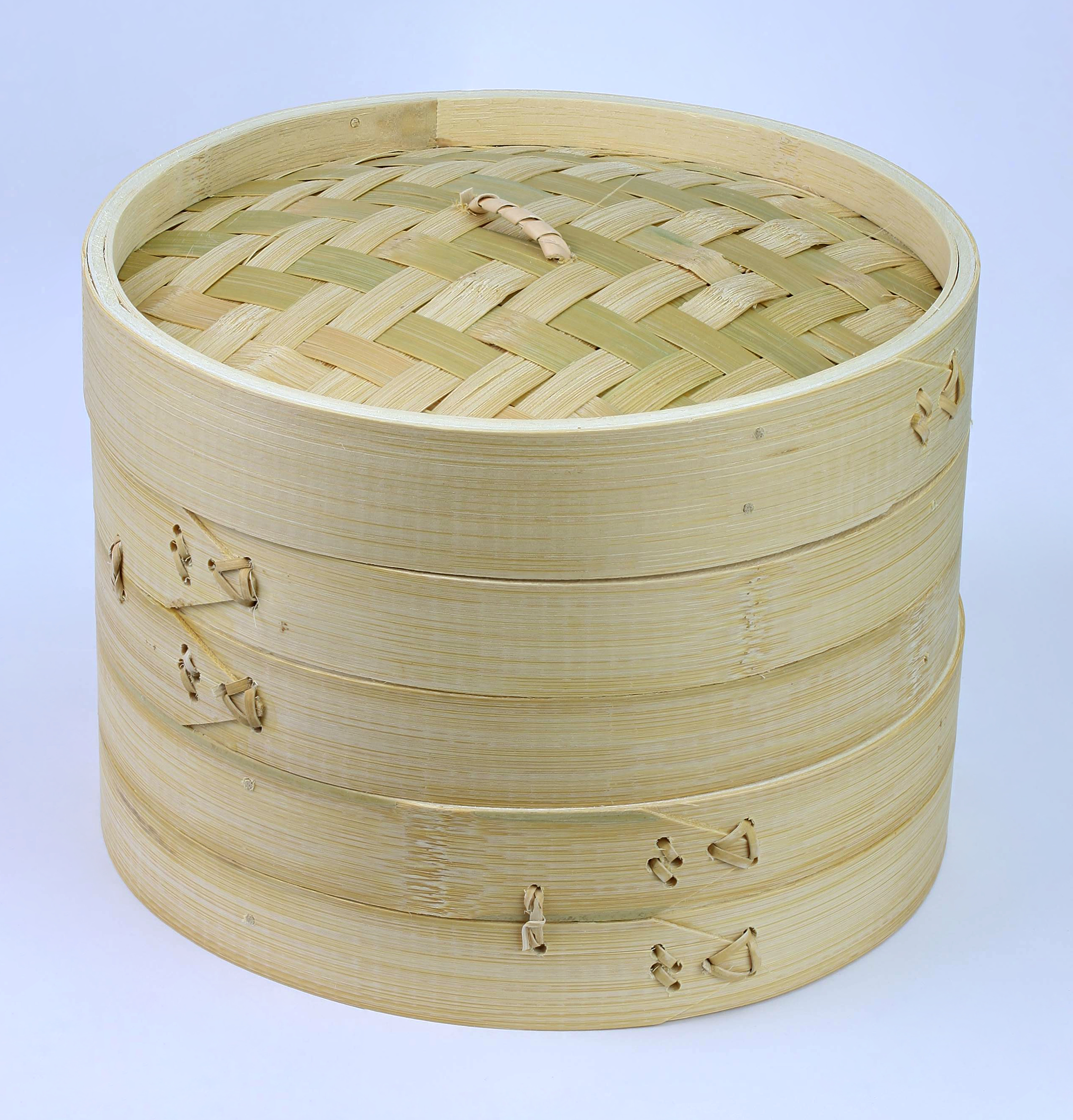
Traditionelle Bambusdampfgarkörbe
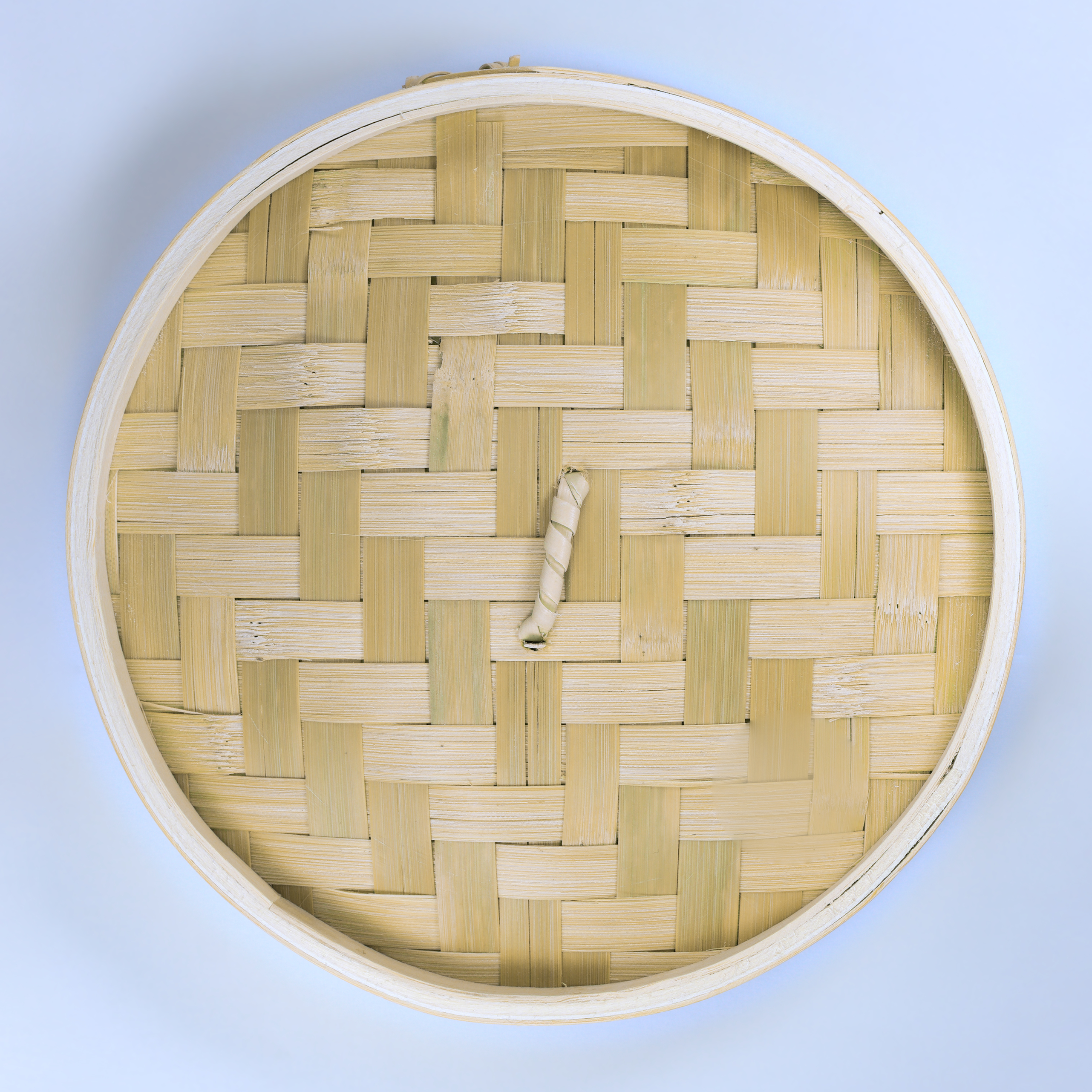
Bambusdampfgarkörbe – von oben
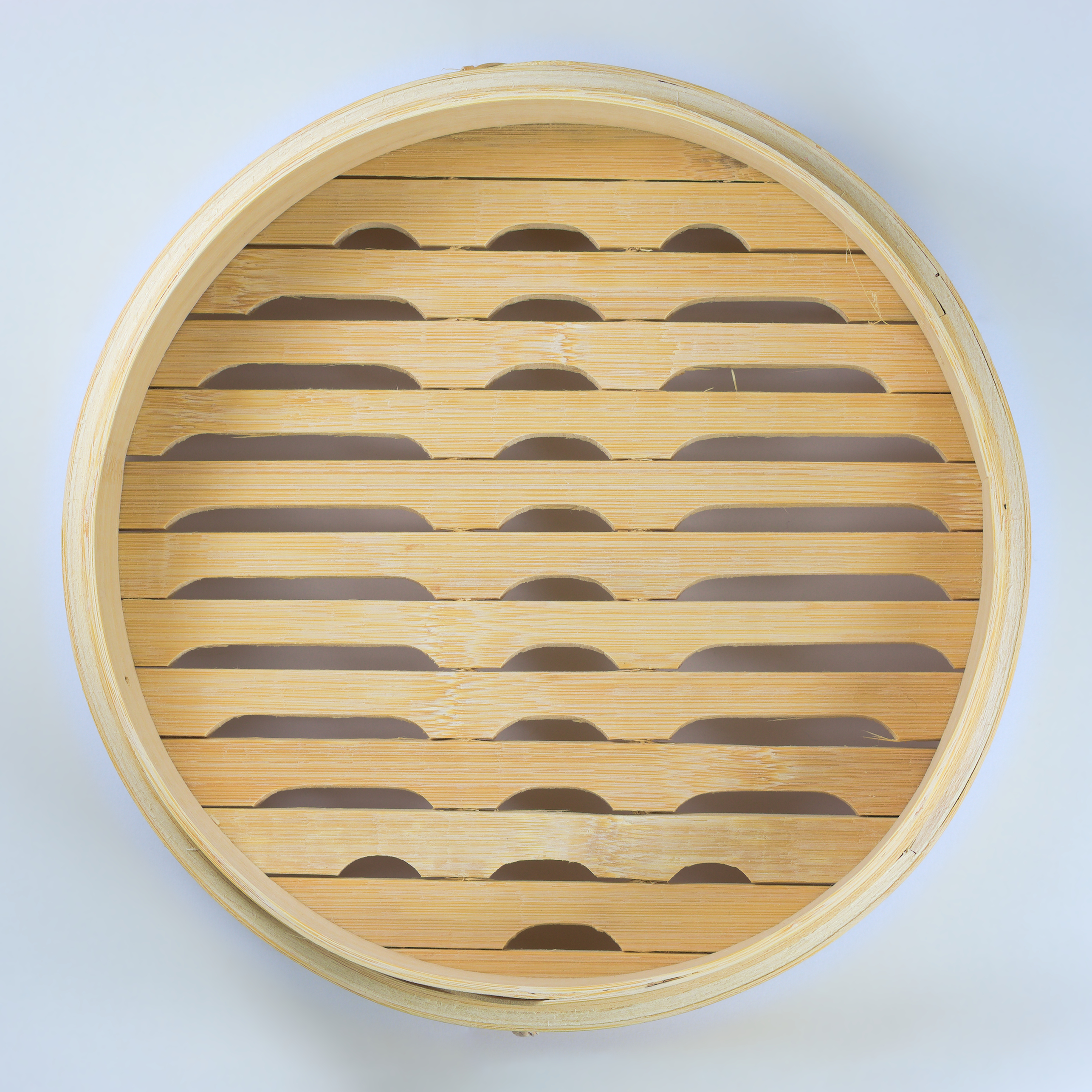
Bambusdampfgarkörbe – von Innen
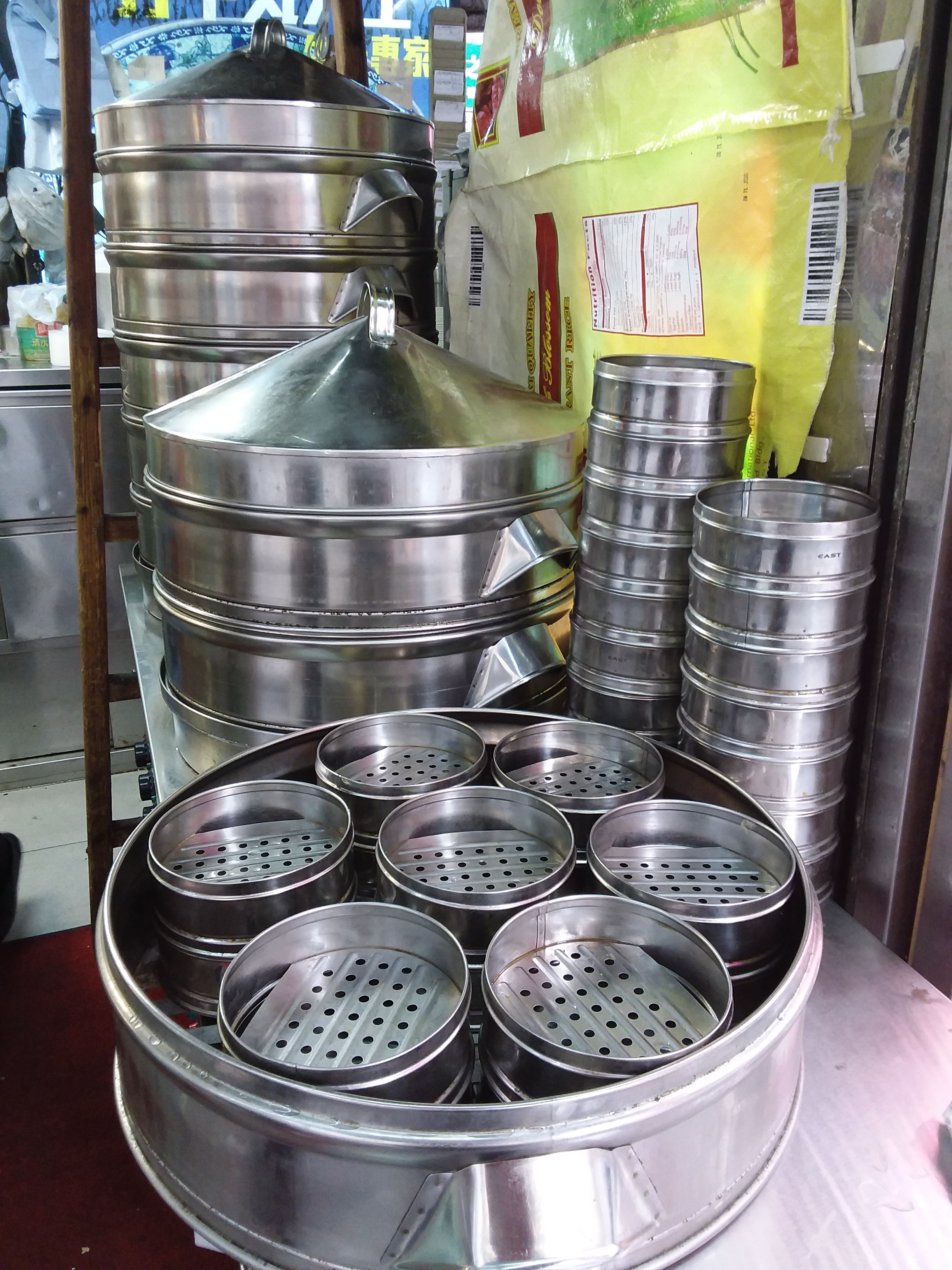
Metalldampfgarkörbe in Hongkong
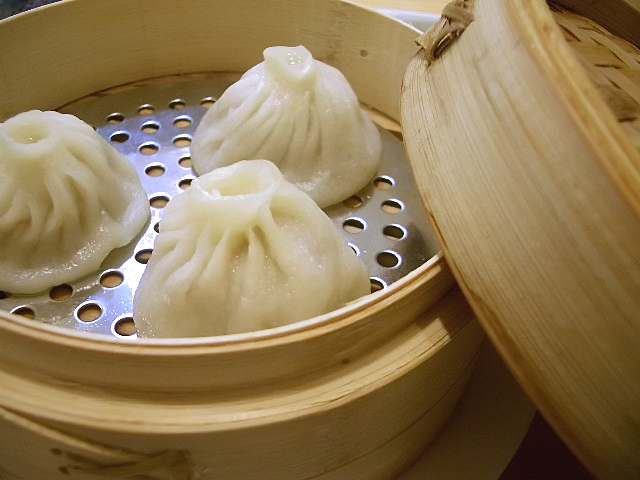
Dim-Sum-Gerichte[3] werden in Bambuskörben über einer heißen Dampfquelle in der Küche zubereitet
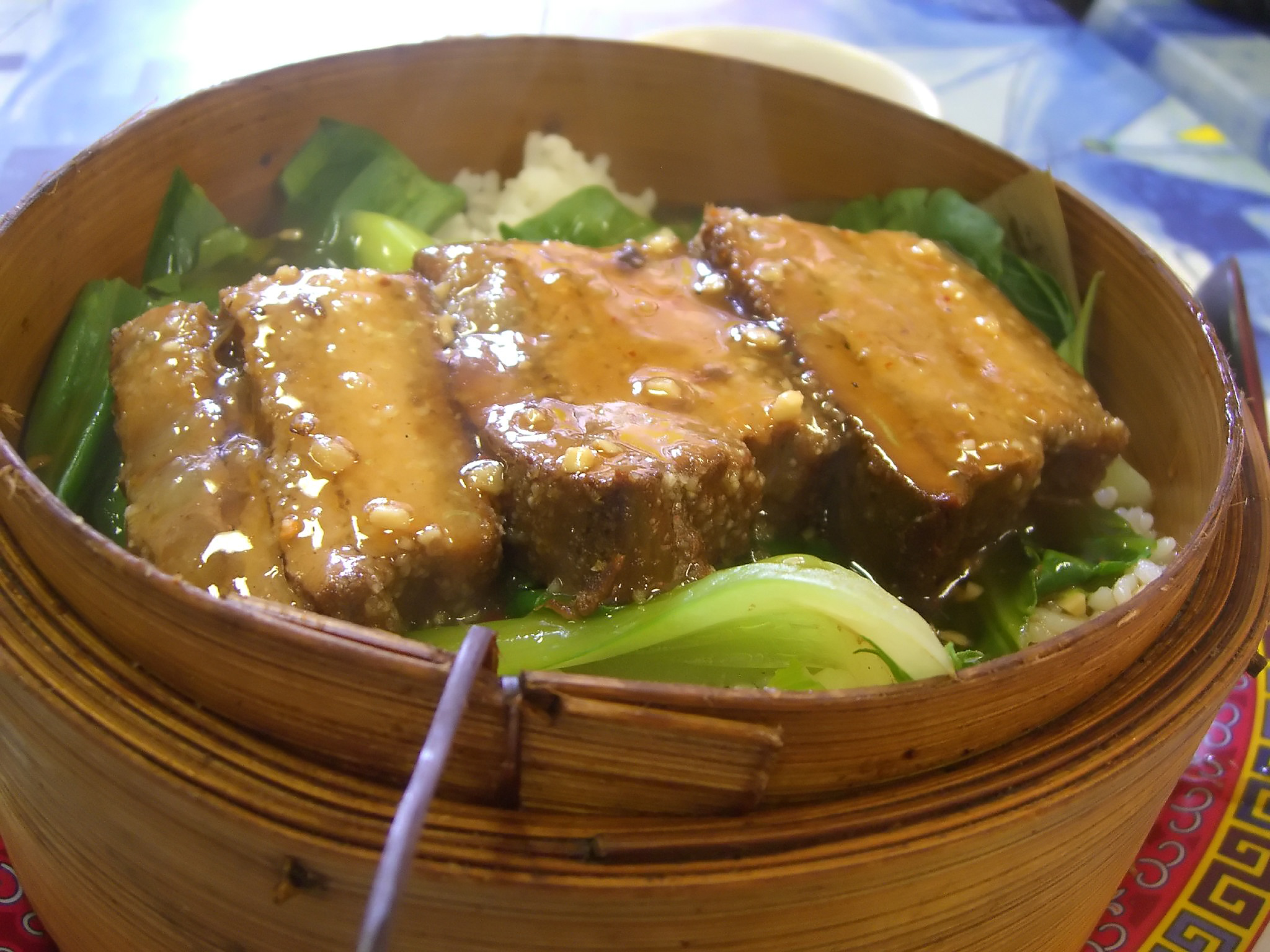
Im Bambuskörbchen zubereitetes Gericht: Meigancai kouru[4]: Auf eine Lage Reis folgen Gemüse und Fleisch.